# Tempelj Kaši Višvanath
Tempelj Kaši Višvanath je znan hindujski tempelj, posvečen bogu Šivi. Stoji v Višvanath Gali, blizu Varanasija, Utar Pradeš, Indija. Tempelj je eno najbolj svetih romarskih krajev za Šaiviste in je med dvanajstimi Džjotirlinga, svetišči, za katera pravijo, da so najbolj sveta bivališča Šive. Predsedujoče božanstvo, ki stoji na zahodnem bregu Gangesa, je znano po imenih Šri Višvanath in Višvešvara (IAST: Višvešvara ali Višvešvur), kar dobesedno pomeni 'Gospodar vesolja'.
Varanasi so v starih časih imenovali Kaši ('sije'), zato se tempelj popularno imenuje tempelj Kaši Višvanath. Hindujski spisi veljajo za osrednji del bogoslužja v kulturi Šaiva.
Tempelj je bil večkrat porušen, nazadnje ga je mogulski cesar Aurangzeb zgradil na njegovem mestu mošejo Gjanvapi. Sedanjo stavbo je leta 1780 zgradil maratski vladar Ahiljabai Holkar iz Indoreja na sosednjem mestu.
Od leta 1983 tempelj upravlja skrbniški odbor, ki ga je ustanovila vlada Utar Pradeš.

## Legende
Kot pravi Šiva Purana, sta se Brahma (hindujski bog stvarjenja) in Višnu (hindujski bog ohranjanja) nekoč prepirala o nadvladi. Da bi preizkusil njihove moči, je Šiva prebil tri mistična stanja zemlje kot ogromen, neskončen steber svetlobe, znan kot Džjotirlinga. Sprva se je Višnu inkarniral kot merjasec (Varaha), da bi kopal zemljo in iskal podnožje stebra, medtem ko je Brahma v obliki laboda iskal nebo, da bi našel vrh stebra. Brahma je lažno trdil, da je našel vrh stebra. Vendar je Višnu skromno priznal, da mu ni uspelo najti baze. Šiva je Brahmi za kazen odsekal peto glavo in preklel Brahmo, rekoč, da ga ne bodo več častili. Ker je bil Višnu pošten, bi ga častili prav tako kot Šivo in imel bi svoje templje za vse čase.
Džjothirlinga je starodavni simbol axis mundi, ki predstavlja nadvse brezoblično (nirguna) realnost v jedru stvarstva, iz katerega se pojavi oblika (saguna) Šive. Svetišča Džjothirlinga so torej kraji, kjer se je Šiva pojavil kot ognjeni steber svetlobe. There are 64 forms of Shiva, not to be confused with Jyotirlingas. Each of the twelve Jyotirlinga sites takes the name of the presiding deity; each is considered a different manifestation of Shiva. Obstaja 64 oblik Šive, ki jih ne smemo zamenjati z Džjotirlingami. Vsako od dvanajstih mest Džjotirlinga ima ime predsedujočega božanstva; vsak velja za drugačno manifestacijo Šive. Na vseh teh lokacijah je primarna podoba lingam, ki predstavlja steber brez začetka in neskončnosti Stambha, ki simbolizira neskončno naravo Šive. Dvanajst Džjothirlinga je Somnath v Gudžaratu, Mallikardžuna v Srisailamu v Andra Pradešu, Mahakalesvar v Udžainu v Madja Pradešu, Omkarešvar v Madja Pradešu, Kedarnath v Uttarakhandu, Bhimashankar v Maharashtri, Viswanath v Varanasiju v Uttar Pradeshu, Triambakeshwar v Maharashtri, Vaidyanath Jyotirlinga, Deogarh v Deogharju, Jharkhandu, Nageswarju pri Dwarki v Gudžaratu, Ramešvarju pri Ramesvaramu v Tamil Naduju in Grišnešvarju pri Aurangabadu v Maharaštri.
Manikarnika Gat je na bregu reke Ganges. To sveto mesto je zelo blizu templja Kaši Višvanath in se imenuje Šakti Pitha, čaščeno mesto čaščenja sekte Šaktism. Dakša Jaga, pomembna šivitska literatura, prav tako omenja izvor Šakti Peethasa.
Hindujski spisi opisujejo Višvesharo kot sveto božanstvo Varanasija, ki ima položaj kralja nad vsemi drugimi božanstvi kot tudi nad vsemi prebivalci mesta in razširjenega kroga Pančkosi, območja (sveta meja Varanasija), ki se razprostira čez 50 milj.

## Zgodovina
Madhuri Desai ugotavlja, da se poročila o zgodovini templja osredotočajo na litanije ponavljajočega se uničenja in rekonstrukcije. Romarji, ki obiščejo sedanji tempelj Kaši Višvanath, so obveščeni o brezčasnosti lingama.

### Antično in klasično obdobje
Tempelj je omenjen v Puranah, vključno s Kaši Khando (del) Skanda Purane (4.–5. stoletje).

### Srednjeveško obdobje in uničenje
Prvotni tempelj Višvanath, sprva znan kot tempelj Adi Višvešvara, so uničili Ghuridi leta 1194, ko se je Mu'izz al-Din Muhamad ibn Sam vrnil v Indijo in premagal Džajačandra iz Kanauja blizu Čandavarja in nato uničil mesto Kaši. V nekaj letih je bila na istem mestu zgrajena mošeja Razia. Leta 1230 je bil tempelj v času vladavine Delhijskega sultanata Iltutmiša (1211–1266) ponovno zgrajen blizu templja Avimuktešvara, stran od glavne lokacije. Ponovno je bil porušen med vladavino Husain Šah Šarqija (1447–1458) ali Sikandar Lodija (1489–1517).

### Mogulsko bdobje
Radža Man Singh je zgradil tempelj med vladavino mogulskega cesarja Akbarja. Rasža Todar Mal je nadalje obnovil tempelj leta 1585, vendar so se ortodoksni bramani odločili bojkotirati tempelj, ker je bila njegova hči poročena z islamskimi vladarji. Med vladavino Džahangirja je Vir Singh Deo bodisi obnovil ali dokončal gradnjo prejšnjega templja. Leta 1669 je mogulski cesar Aurangzeb uničil tempelj in na njegovem mestu zgradil mošejo Gjanvapi. Ostanki nekdanjega templja so vidni v temeljih, stebrih in na zadnjem delu mošeje.

### Maratha in britansko obdobje
Leta 1742 je maratski vladar Malhar Rao Holkar naredil načrt za rušenje mošeje in rekonstrukcijo templja Višvešvar na tem mestu. Vendar se njegov načrt ni uresničil, deloma zaradi posredovanja Navaba iz Avadha, ki je dobil nadzor nad ozemljem. Okrog leta 1750 je maharadža iz Džaipurja naročil raziskavo zemlje okoli mesta, pri čemer cilj nakupa zemljišča za obnovo templja Kaši Višvanath. Vendar se tudi njegov načrt za obnovo templja ni uresničil. Leta 1780 je Malhar Raova snaha Ahiljabai Holkar obnovila sedanji tempelj ob mošeji.
Leta 1828 je Baiza Bai, vdova marathskega vladarja Daulat Rao Scindhia iz države Gvalior, zgradila nizko strešno kolonado z več kot 40 stebri v predelu Gjan Vapi. V letih 1833–1840 je bila zgrajena meja vodnjaka Gjanvapi, gati in drugi bližnji templji. Številne plemiške družine iz različnih prednikov indijske podceline in njihovih predhodnih ustanov dajejo velikodušne prispevke za delovanje templja.
Leta 1835 je maharadža Randžit Singh iz Sikhovskega imperija na naročilo svoje žene Maharani Datar Kaur podaril 1 tono zlata za oblaganje kupole templja. Leta 1841 je Raghudži Bhonsle III. iz Nagpurja podaril templju srebro.
Tempelj je upravljala dedna skupina panditov ali mahantov. Po smrti Mahanta Devija Dutta je prišlo do spora med njegovimi nasledniki. Leta 1900 je njegov svak Pandit Višešvar Dajal Tevari vložil tožbo, zaradi katere je bil razglašen za glavnega duhovnika.

### Po osamosvojitvi
Pudža v templju Maa Šringar Gauri na zahodni strani sporne mošeje Gjanvapi je bila po rušenju mošeje Babri decembra 1992 omejena zaradi smrtonosnih nemirov, ki so sledili rušenju mošeje. Avgusta 2021 je pet hindujk vložilo peticijo pri lokalnem sodišču v Varanasiju, da bi jim dovolili moliti v templju Maa Šringar Gauri.
Leta 2019 je Narendra Modi sprožil projekt koridorja Kaši Višvanath, da bi olajšal dostop med templjem in reko Ganges ter ustvaril širši prostor za preprečevanje prenatrpanosti. 13. decembra 2021 je Modi s svetim obredom slovesno odprl hodnik. Vlada je v sporočilu za javnost povedala, da je bilo okoli 1400 prebivalcev in podjetij na območju koridorja preseljenih drugam in jim je bila izplačana odškodnina. Rečeno je tudi, da je bilo najdenih in obnovljenih več kot 40 uničenih, stoletja starih templjev, vključno s templjem Gangešvar Mahadev, templjem Manokamešvar Mahadev, templjem Džauvinajak in templjem Šri Kumbha Mahadev.
Februarja 2022 je bilo svetišče templja pozlačeno, potem ko je anonimni donator iz Južne Indije templju podaril 60 kg zlata. Zagon biomaterialov Phool.co reciklira rože iz templja v kadilo.

## Struktura templja
Tempeljski kompleks je sestavljen iz niza manjših svetišč, ki so v majhni ulici, imenovani Višvanatha Gali, blizu reke. Lingam glavnega božanstva v svetišču je visok 60 centimetrov in obsega 90 centimetrov , nameščen pa je v srebrnem oltarju. Glavni tempelj je štirikoten in je obdan s svetišči drugih bogov. V kompleksu so majhni templji za Kala Bhairava, Kartikeya, Avimuktešvara, Višnu, Ganeša, Šani, Šiva in Parvati.
V templju je majhen vodnjak, imenovan Džnana Vapi, ki se piše tudi kot Gjan vapi (vodnjak modrosti). Vodnjak Džnana Vapi je severno od glavnega templja in je bil med invazijo Mogulov Džjotirlinga skrit v vodnjak, da bi ga zaščitil. Rečeno je, da je glavni duhovnik templja skočil v vodnjak z lingamom, da bi zaščitil Džjotirlinga pred vsiljivci.
Obstaja Sabha griha ali kongregacijska dvorana, ki vodi do notranjega garbhagriha ali Sanctum Sanctorum. Častitljivi Džjotirlinga je kamen temno rjave barve, ki je zapisan v svetišču, postavljen na srebrno ploščad. Struktura Mandirja je sestavljena iz treh delov. Prvi je zvonik na templju. Drugi je zlata kupola, tretji pa zlata konica na vrhu svetišča z zastavo in trizobom.
Tempelj Kaši Višvanath vsak dan sprejme približno 3000 obiskovalcev. Ob določenih priložnostih številke dosežejo 1.000.000 in več. Omembe vreden tempelj je 15,5 metrov visok zlati zvonik in zlata čebulna kupola. Obstajajo tri kupole, vsaka iz čistega zlata, ki jih je podaril maharadža Randžit Singh leta 1835.
Koridor Šri Kaši Višvanath Dham je bil zgrajen med templjem in Manikarnika Gatom vzdolž reke Ganges, ki je romarjem nudil različne ugodnosti.

## Pomembnost
Varanasi velja za eno najsvetejših hindujskih mest. Tempelj Kaši Višvanath je splošno priznan kot eden najpomembnejših krajev čaščenja v hindujski veri. Znotraj templja je Džjotirlinga Šive, Višvešvara ali Višvanath. Višvešvara Džjotirlinga ima zelo poseben in edinstven pomen v duhovni zgodovini Indije.
Številni vodilni svetniki, med njimi Adi Sankaračarja, Ramakrišna Paramhansa, Svami Vivekananda, Bamakhjapa, Gosvami Tulsidas, Svami Dajananda Sarasvati, Sathja Sai Baba, Jogidži Maharadž, Pramukh Svami Maharadž, Mahant Svami Maharadž in Gurunanak, so obiskali mesto. Obisk templja in kopel v reki Ganges je ena od mnogih metod, za katere verjamejo, da vodijo na pot do mokše (osvoboditve). Tako hindujci z vsega sveta skušajo kraj obiskati vsaj enkrat v življenju. Obstaja tudi tradicija, da se je treba po romanju v tempelj odreči vsaj eni želji, romanje pa bi vključevalo tudi obisk templja v Ramesvaramu v Tamil Naduju v južni Indiji, kjer ljudje jemljejo vzorce vode Ganges za izvedbo molitev v templju in prinesijo pesek iz bližine tega templja. Zaradi izjemne priljubljenosti in svetosti templja Kaši Višvanath je bilo na stotine templjev po vsej Indiji zgrajenih v istem arhitekturnem slogu. Številne legende poročajo, da pravi bhakta doseže osvoboditev od smrti in saṃsāre s čaščenjem Šive, pri čemer Šivine bhakte ob smrti neposredno odpeljejo v njegovo bivališče na gori Kailaš s svojimi glasniki in ne k Jami. Navedena je tudi superiornost Šive in njegova zmaga nad lastno naravo - Šiva se identificira s smrtjo. Obstaja splošno prepričanje, da sam Šiva vpihne mantro odrešitve v ušesa ljudi, ki naravno umrejo v templju Višvanath.
Je eno od svetišč Vaipu Sthalams, ki jih je opeval Tamil Saivite Nayanar Sambandar.

### Pitru tharpanam ali Pinda Dhaan
V Dr. Radžendra prasad gatu, če prečkate drugo stran reke, številni duhovniki ponujajo storitve pind dhaan.